# 橘奈穂
橘 奈穂（たちばな なほ、1991年9月18日 - ）は、日本の女優、ポートレートモデル。
本名は宮崎菜穂（みやざき なほ）。熊本県出身。

## 人物
- 愛称は、なほ、なほさん、なのちゃんなど。

- 趣味は、漫画集め。好きな漫画は「ガラスの仮面」で、ラジオ「Teamドラフト4位」のインタビューで、特に好きなキャラクターとして「姫川亜弓」を挙げている。

- お酒が好きで、料理に合わせて飲むことが多い。

- 好きな食べ物は、スイーツ全般。

- 好きなキャラクターは「ぐでたま」、「いいわけん」。

- 座右の銘は「初心わするべからず」。

- 芸名は、父親が命名した。「橘」に合わせて、画数を意識し、「菜穂」を「奈穂」とした。

- Teamドラフト4位の唯一の女性メンバー。しかし、性格上、メンバーからは男性扱いされている[1]。

- 憧れは、生き様が素敵な女性。周囲を叱咤激励できるような女性を目標としている[1]。

## 出演
舞台
- 劇団熱血天使第4回公演「三千世界の彼方」ダンサー出演（2011年4月14日 - 18日）＠日暮里d－倉庫

- 少年社中第24回公演「天守物語」出演（2011年6月3日 - 12日）＠吉祥寺シアター

- 劇団熱血天使　第6回公演「天地に咲く」出演（2012年7月6日 - 16日）＠日暮里d-倉庫・Marmo Pets Vol.参「男華郎」Cast B出演（2013年9月5日 - 8日）＠六本木俳優座劇場

- 即席ユニットたちばやし 二人芝居（2014年6月30日）＠下北沢Reading Cafe ピカイチ

- Marmo Pets Vol.IV「Taboo」TEAM Rose出演（2014年8月14日 - 17日）＠池袋BIG TREE THEATER

- 劇団ヘロヘロQカムパニー第30回公演「DARK CROWS トキノソラ」出演（2014年11月29日 - 12月7日）＠新宿シアターサンモール

- GAIA art entertainment主催 ディナー公演【arcadia】vol.5「月並みなはなし」出演（2015年5月14日 - 16日）＠新宿レストランパペラ

- Dangerous Box Vol.10「姦〜kashima〜」出演（2015年6月24日 - 28日）＠上野ストアハウス

- 劇団ロオル第5回本公演 第2回空間演劇祭参加作品「モノクロ」Wキャスト出演（2015年9月30日 - 10月4日）＠新宿 THEATER BRATS

- Team ドラフト4位旗揚げ公演「Jugend〜青春〜」出演（2015年11月27日 - 29日）＠王子神谷 シアター・バビロンの流れのほとりにて

- (株)Act・Arkham主催 WS公演「Fire pRay -秋津悠理のためのプレリュード-」Wキャスト出演（2016年2月9日 - 14日）＠銀座 ギャラリー悠玄

- Team ドラフト4位 第2回公演「at Home Coming」（2016年7月20日-24日）＠ART THEATER 上野小劇場

- 劇団熱血天使 第13回公演「天地に咲く-幕末篇-」（2016年9月16日-21日）＠川崎アートセンター アルテリオ小劇場

- OTW再演委員会 生演奏オリジナルミュージカル「On The Way」（2017年1月13日-15日）＠川崎アートセンター アルテリオ小劇場

- 風雲かぼちゃの馬車 ワークショップ交流会「おかしな二人」男性版（2017年6月25日）＠さくらリビング第１研修室

- 宰団紡人企画「秋心SUMMER」Wキャスト（2017年8月17日-20日）＠ザムザ阿佐ヶ谷

- CorneliusCockBlue(s) ロマンティックが止まらないツアー2017【10月の陣】 第12回公演 「家族会議」Bチーム（2017年10月9日-15日）＠ART THEATER かもめ座

- 壱人前企画 vol.6「memory!」アオチーム（2017年11月28日-12月3日）＠日暮里d-倉庫

- Team ドラフト4位 第3回公演「付物?Tsukumo?」（2018年3月21日-25日）＠シアター・バビロンの流れのほとりにて

- 風雲かぼちゃの馬車 ミュージカルvol.1「二都物語～A tale of two cities～」（2018年5月24日-27日）＠川崎アートセンター アルテリオ小劇場

- fragment edge No.7「QuartZ -クォーツ-」(2018年7月12日-16日)＠TACCS1179

- BIG MOUTH CHICKEN PRODUCE vol.16本公演「－虹梅－【Braggart cards】～乱れ咲き誇る～」赤華チーム(2018年12月12日-16日)＠新宿村LIVE

- 第9回公演 大塚ドリームSHOW「if...」TEAM RED Bキャスト(2019年5月27日-6月2日)＠大塚ドリームシアター

- 風雲かぼちゃの馬車 第二十一回本公演 体感型ミュージカル「Fumiko」(2019年8月15日-18日)＠東京芸術劇場 シアターウエスト

- ガンガンガングvol2「喪失コマンド」(2019年12月4日～8日)＠ステージカフェ下北沢

- 劇団夢神楽15周年記念ロングラン公演 STEGE20「Log@M」@Montage出演(2020年2月7日～23日)＠日暮里d－倉庫

- 岡島沙緒梨劇場2020＠阿佐ヶ谷シアターシャイン 　春分「愛need獣」(2020年3月24日～29日)  　大暑「大家族」(2020年7月21日～27日)  　大雪「ラブレター」(2020年12月1日～6日)

- ガンガンガングvol.5「THE DAMEAGE MEN CLUB」R-2出演(2022年1月20日～24日)＠シアターグリーン BASE THEATER

- ブルーピース 第一回公演「少年少女冒険団」(2022年4月21日～24日)＠Performing Gallery&Cafe 絵空箱

- 劇団虚幻癖 第十七回本公演「虚空の花」(2022年7月14日～18日)＠萬劇場

- 劇団宇宙キャンパス31st act 「唄えなかったバラードを」ト音チーム(2022年8月30日～9月4日)＠阿佐ヶ谷アルシェ

- プロジェクトアクト東京第七回公演「悪魔の涙」カラヤンチーム(2022年12月8日～12日)＠平賀スクエア

- ガラ劇 ファンタスマゴリ2「ガラ版走れメロス」主演(2023年3月15日～19日)＠阿佐ヶ谷シアターシャイン

- 劇団虚幻癖 第十九回本公演「道化王」Aチーム(2023年3月29日～4月2日)＠萬劇場

- 柚木彩見プロデュース第14弾 あっとほーむVol.11「キャンディーガール ~こどもは舐められたらおわり~」(2023年4月29日～5月7日)＠TKJシアター

- 劇団龍門 第20回公演「桃太郎の大冒険」(2023年8月3日～6日)＠阿佐ヶ谷アルシェ

- 劇団虚幻癖 第二十回本公演「Inferno Phantasia」(2023年8月30日～9月3日)＠ウエストエンドスタジオ

- 少女蘇生 第十話「名のない花は斯く語る」ばら組(2023年11月16日～19日)＠参宮橋TRANCE MISSION

- ガラ劇 第二十五弾公演「ガラ版元寇」(2024年2月7日〜12日)@中板橋新生館スタジオ

- ブルーピース 第四回本公演「愛need獣」※ゲスト出演(2024年4月16日)@ウエストエンドスタジオ

- 翠座 10周年記念第3弾 第25回公演「おもいでゴハンvol.3」東京公演(2024年 5月17日〜19日)@FUMO DUE 熊本公演(2024年 5月24日〜26日)@カザミドリダイナー

- 劇団宇宙キャンパスextra act.12「女、絶妙。」(2024年8月7日〜11日)※主演@下北沢 小劇場「楽園」
- 劇団虚幻癖 第22回本公演「パラノイアサーカス」(2024年10月30日～11月3日)@中野ザ・ポケット

朗読・リーディング
- 朝戸佑飛 初の脚本＆演出作品 朗読「空巣」出演（2014年8月31日）＠代々木Cafe'noo

- 代々木cafe'nookクリスマス企画 朗読劇「しあわせの王子」出演（2014年12月24日）＠代々木Cafe'nook

- 「UBOGOE〜voice of comedy〜vol.2」出演（2015年3月19日）＠イーストステージいけぶくろ

- リーディングLive「Stories〜夏の陣〜」企画・出演（2015年7月24日・25日）＠新大久保 雪華(2F)

- 代々木cafe'nookクリスマス企画 朗読劇「アリとキリギリス」脚本＆出演（2015年12月24日）＠代々木Cafe'nook

Live・イベント
- 第一回橘奈穂お茶会（2015年7月5日）＠代々木Cafe'nook
- 菅沼萌恵produce、liveパフォーマンス企画【和らいぶ＊vol.18】
参加作品「華の檻」出演（2015年8月27日・28日）＠Performing Gallery&Cafe 絵空箱
- 菅沼萌恵produce、liveパフォーマンス企画【和×輪らいぶ＊vol.22】
参加作品「人魚姫の泪」「アニソン企画」出演（2015年12月17日・18日）＠Performing Gallery&Cafe 絵空箱

YouTube
- ALGドロップキック ドラマ配信CH「夢見がちファーストステップ」(2021年)
- だんだんチャンネル_高田えぬひろ【mush up】ドライフラワー×かくれんぼ【橘奈穂×高田えぬひろ】（2022年）

ナレーション
- 「nepia BABY NAPPY」VPナレーション （2014年9月収録）
- 「学校法人 村上学園」テレビ放送CM （2015年6月収録）

ラジオ
- 東京ネットラジオ「ActなdokuRock」第66回ゲスト出演　（2014.9.23 ON AIR）

撮影会
- フルラ撮影会（2023年4月30日,10月29日）